# Johnius carouna
Johnius carouna és una espècie de peix de la família dels esciènids i de l'ordre dels perciformes.

## Morfologia
Els mascles poden assolir 25 cm de longitud total.

## Hàbitat
És un peix de clima tropical i bentopelàgic.

## Distribució geogràfica
Es troba des de l'Índia fins al Golf de Tailàndia, Sumatra, Borneo i el sud de la Xina.

## Observacions
És inofensiu per als humans.